# ТЕС Шуайба
29°2′1″ пн. ш. 48°9′15″ сх. д. / 29.03361° пн. ш. 48.15417° сх. д.
ТЕС Шуайба – теплова електростанція на узбережжі Перської затоки, за три десятки кілометрів на південь від кувейтської столиці міста Ель-Кувейт. Розташована у центрі потужної промислової зони (НПЗ Міна-аль-Ахмаді та Міна-Абдуллах, установки парового крекінгу та інші нафтохімічні підприємства).
Майданчик для ТЕС обрали між двома кувейтськими НПЗ, заснованими раніше від неї у 1949 та 1958 роках. В 1965-1968 тут звели першу чергу, відому в подальшому як Шуайба-Північ. Вона мала п’ять парових турбін потужністю по 50 МВт та дві газові турбіни по 25 МВт кожна.
В 1970-1974 роках стала до ладу друга черга – Шуайба-Південь, яка мала шість парових турбін потужністю по 134 МВт.
Станом на кінець 1980-х потужність першої черги зменшилась до 330 МВт через вивід з експлуатації однієї парової турбіни, технічний стан якої робив недоцільним її подальшу експлуатацію або ремонт. А невдовзі під час іракського вторгнення та наступної війни у Перській затоці Шуайба-Північ виявилась зруйнованою.
У 2009-2010 роках на майданчику Шуайба-Північ звели парогазовий блок комбінованого циклу потужністю 875 МВт. Він складається із трьох газових турбін по 220 МВт, які через котли-утилізатори живлять одну парову турбіну потужністю 215 МВт. Для нового блоку основним паливом обрали природний газ, котрий подається по трубопроводу з Міна-аль-Ахмаді. 
В той же час, станом на кінець 2020-х через технічний знос потужність черги Шуайба-Південь зменшилась до 720 МВт.
У 2020-му оголосили про намір приватизувати енергоблок Шуайба-Північ.
Для охолодження станція використовує морську воду.
Видача продукції відбувається по ЛЕП, розрахованим на роботу під напругою 132 кВ.

## Опріснення води
Всі черги станції створювались як інтегровані проекти, в яких залишкове тепло спрямовується на виробництво прісної води. Так, разом з первісною Шуайба-Північ ввели в експлуатацію сім ліній загальною потужністю 64 млн літрів на добу. В 1988-му цей показник через знос обладнання та вивід трьох ліній скоротився до 41 млн літрів, а невдовзі Шуайба-Північ була зруйнована.
На другій черзі запустили шість ліній опріснення із загальним показником 136 млн літрів на добу (станом на 2003-й цей показник зазначали як 120 млн літрів).
Нарешті, новий парогазовий блок на Шуайба-Північ інтегрований з трьома лініями опріснення загальною потужністю 205 млн літрів/доба.